# Clare Foley
Clare Foley (* 24. September 2001 in Kalifornien) ist eine US-amerikanische ehemalige Kinderdarstellerin und Filmschauspielerin.

## Leben und Wirken
Foley wurde als drittes von fünf Kindern geboren, sie hat zwei jüngere und zwei ältere Brüder, die ebenfalls schauspielern. Ihre erste Rolle spielte sie im Jahr 2010 in Criminal Intent – Verbrechen im Visier. In der US-amerikanischen Fernsehserie Do No Harm spielte sie 2013 in drei Folgen die Rolle der Ruby Taylor, im gleichen Jahr war sie in Orange Is the New Black in der Rolle der jungen Piper Chapman, der Hauptprotagonistin, dargestellt von Taylor Schilling, zu sehen. Von 2014 bis 2016 spielte sie die Rolle Ivy Pepper in den ersten beiden Staffeln Gotham, in der dritten Staffel wurde die Rolle mit Maggie Geha neu besetzt.

## Filmografie (Auswahl)
- 2010: Criminal Intent – Verbrechen im Visier (Law & Order: Criminal Intent, Fernsehserie, Folge 9x05)
- 2011: Win Win
- 2012: Sinister – Wenn Du ihn siehst, bist Du schon verloren (Sinister)
- 2013: Very Good Girls – Die Liebe eines Sommers (Very Good Girls)
- 2013: Do No Harm (Fernsehserie, drei Folgen)
- 2014: Law & Order: Special Victims Unit (Law & Order: New York, Fernsehserie, Folge 15x22)
- 2014: Orange Is the New Black (Fernsehserie, Folge 2x01)
- 2014–2016: Gotham (Fernsehserie, zehn Folgen)
- 2015: Gilly Hopkins – Eine wie keine (The Great Gilly Hopkins)
- 2015: Mistress America
- 2015: Southpaw
- 2016: Junge Männer (Little Men)
- 2016: Half the Perfect World
- 2021: The Changed
- 2022: She Came from the Woods

## Auszeichnungen (Auswahl)
Young Artist Award 2017
- Nominierung in der Kategorie Bester wiederkehrender Schauspieler in einer Fernsehserie für Gotham